# Capucin de Nouvelle-Bretagne
Lonchura melaena
Espèce
Statut de conservation UICN

 LC  : Préoccupation mineure
Le Capucin de Nouvelle-Bretagne (Lonchura melaena) est une espèce de passereaux appartenant à la famille des Estrildidae.

## Répartition
On le trouve en Nouvelle-Bretagne et à Buka.

## Habitat
Il habite les prairies sèches tropicales et subtropicales.